# Bure, Schweiz
Bure är en ort och kommun i distriktet Porrentruy i kantonen Jura, Schweiz. Kommunen har 631 invånare (2023).